# A banda da Loba
A banda da Loba es un grupo de música gallega integrado por cinco mujeres que unieron sus trayectorias individuales para crear un proyecto colectivo. Mezclando pop, blues, folk, rock y sonidos tradicionales crean un estilo musical de por sí, heterogéneo y singular. Bailando as rúas es el título de su primer trabajo, enteramente autoproducido y editado en diciembre de 2017. En marzo de 2018 ganaron el certamen aRi[t]mar de música gallega portuguesa.

## Origen del grupo
En el verano de 2016 se juntaron Xiana Lastra, Andrea Porto y Marcela Porto para comenzar a crear su proyecto. Posteriormente, se unieron al grupo Inés Mirás y Estela Rodríguez, completando la formación musical. Cada una de las cinco componentes tienen una historia musical diversa, dotando al grupo de una música variada y caleidoscópica.
Andrea Porto, desde pequeña estuvo acostumbrada a convivir con la música. Con ocho años comenzó a estudiar guitarra clásica en el conservatorio. Tocó en la rondalla de su colegio y al mismo tiempo mantuvo contacto con la música tradicional, bailando, tocando la pandereta y la gaita. Más adelante descubrió otros estilos de música moderna, pop, rock... Empezó a tocar el bajo en un grupo, encontrando otra perspectiva de la música. También le gusta componer y escribir poesía.
Marcela Porto nació en una familia donde la música siempre estuvo presente. Quiso tocar el violín pero su hermana Andrea que tocaba la gaita en aquel tiempo, la convenció para ir con ella a clases y tocar el tambor. Finalmente, decidió seguir los estudios de percusión en el Conservatorio Superior de Música de Oviedo. Anteriormente ya había tocado la batería en otros grupos y en algún combo de jazz, pero nunca en una banda en la que ella fuese la batería como en A Banda da Loba.
Estela Rodríguez tuvo claro desde muy joven que quería estudiar violín. Aunque no provenía de una familia con tradición musical, quiso y fue a estudiar al conservatorio. Tuvo algún grupo cuando estaba en el instituto, antes de iniciarse en la música clásica. Participó en varias orquestas con las que adquirió mucha experiencia hasta que llegó A banda da Loba.
Xiana Lastra creció en una atmósfera familiar de amor por la cultura gallega. Formó parte del coro del colegio -el Grupo Ledicia- desde los cuatro años hasta los veintiuno. Mientras estudiaba su licenciatura de Periodismo en Santiago de Compostela, se metió en el Orfeón Terra Nosa y colaboró en otros grupos de música tradicional y brasileña cómo Árdelle o eixo o en Odaiko Percusión Grupo. A partir del año 2008 comenzó su dedicación a la música de una manera más profesional. Participó en otros proyectos como Puntada sen fío, dos libros discos: A miña primeira Rosalía (2013) y Meu primeiro Celso Emilio (2014) como vocalista.
Inés Mirás comenzó sus estudios musicales en la Escuela Municipal de Ordes a los siete años. El clarinete y el piano fueron sus primeros instrumentos. Estuvo en varios centros de estudios hasta que llegó al Conservatorio de Música de Santiago de Compostela, donde estudió guitarra. Durante un tiempo tocó el bajo en varias bandas. En A Banda da Loba tocó la guitarra, los teclados y otros instrumentos, hasta que dejó el grupo en 2024.
La música lucense, Iria de Cabo entró en la banda en agosto de 2024. Comenzó a tocar a guitarra a los 15 años e ya siendo mayor de edad, inició los estudios musicales en la Escola Estudio de Santiago de Compostela e posteriormente entró en el Conservatorio Superior de Música de A Coruña. Formó parte del estudio virtual del saxofonista Bob Reynolds y completó su formación estudiando composición con el pianista Abe Rábade. Es profesora de música además de tocar este instrumento en A Banda da Loba.

### El nombre del grupo
A banda da Loba (ABDL) no es un nombre al tuntún. Las cinco músicas tenían la idea clara de escoger un nombre vinculado a una figura femenina con la que se identificasen. Después de descartar varias ideas escogieron a Pepa la Loba, la legendaria bandolera gallega del siglo XIX. La identificación de la banda con Pepa la Loba, viene de la pretensión de darle valor a las capacidades de las mujeres y a la necesidad de que ellas tomen las riendas y sean conscientes de poder hacerlo todo sin ayuda, como A Banda da Loba, sus canciones, sus discos, el diseño gráfico, la autoproducción de la gira. Al mismo tiempo, expresan su deseo de dar otra aceptación a la loba como animal, muchas veces empleada como un insulto.

"Ás mulleres chámannos lobas con desprezo, como algo despectivo, e quixemos reapropiarnos do termo; darlle unha nova acepción, falar da muller loba como muller forte e arriscada e non como un insulto"
"A las mujeres nos llaman lobas con desprecio, como algo despectivo y quisimos reapropiarnos del término; darle una nueva acepción, hablar de la mujer loba como mujer fuerte y arriesgada y no como un insulto"
Xiana Lastra

## Bailando as rúas
Después de casi un año de intenso trabajo consiguieron su objetivo de la grabación de Bailando as rúas, su primer trabajo discográfico. En su repertorio, A banda da Loba incluye temas de su autoría, otros basados en las letras de poetas clásicos como Celso Emilio Ferreiro y Manuel María o Rosalía de Castro, y los poemas contemporáneos de Rosalía Fernández Rial y Celia Parra.
Para el tema de "Pepa", con letra y música de Xiana Lastra, contaron con la participación de las cantareiras Olaia, Sabela y Aida del grupo Tanxugueiras. También en este disco colaboró la cantante Guadi Galego en la grabación de "Ti e eu", basada en el poema de Celso Emilio Ferreiro, musicada y adaptada por Andrea Porto.
La totalidad del disco fue autoproducido por A Banda da Loba y el productor musical del disco fue Adrián Saavedra.
El día 19 de marzo de 2018 presentaron el vídeo "Tres en raia", en colaboración con la Asociación Down Compostela en su 21 aniversario.
A banda da Loba resultó ganadora en marzo de 2018 del certamen aRi[t]mar de música gallega portuguesa, con la canción "Bailando as rúas". Este proyecto tiene por objetivo divulgar la música y la poesía gallego-portuguesas actuales, y acercar la cultura y la lengua de los dos países. Salvador Sobral y Luísa Sobral fueron los ganadores portugueses con la canción "Amar pelos dois".
En mayo de 2018, presentaron la canción "Anagnórise", inspirada en la novela del mismo nombre de la escritora María Victoria Moreno y con la que quisieron homenajear a la cuarta mujer a quién fue dedicado El día de las letras gallegas en el año 2018, después de Rosalía de Castro (1963), Francisca Herrera Garrido (1987) y María Mariño (2007).

### Siguientes trabajos
En diciembre de 2019 publicaron su segundo álbum, titulado Fábrica de luz. Casi todos los temas del disco fueron trabajos propios y también incluyeron dos poemas musicados de Rosalía de Manuel María. En abril de 2021 publicaron el EP Hasme oír, en el que pusieron música a varios poemas de Xela Arias, homenajeada ese año el Día de las Letras Gallegas.
En 2022 presentaron el disco Xabón Lagarta, inspirado en las lavanderas y los lavaderos, esos «espacios de libertad, confidencias e insumisión».El disco incluye la canción "A Capirota", contando la historia de Carmen Pesqueira Domínguez y su asesinato en manos de una banda de falangistas en 1936. Con este disco comenzaron una gira de siete conciertos fuera de Galicia, con la ayuda conseguida en Girando por salas el Circuito de Músicas Populares concebido para la promoción de músicas actuales.

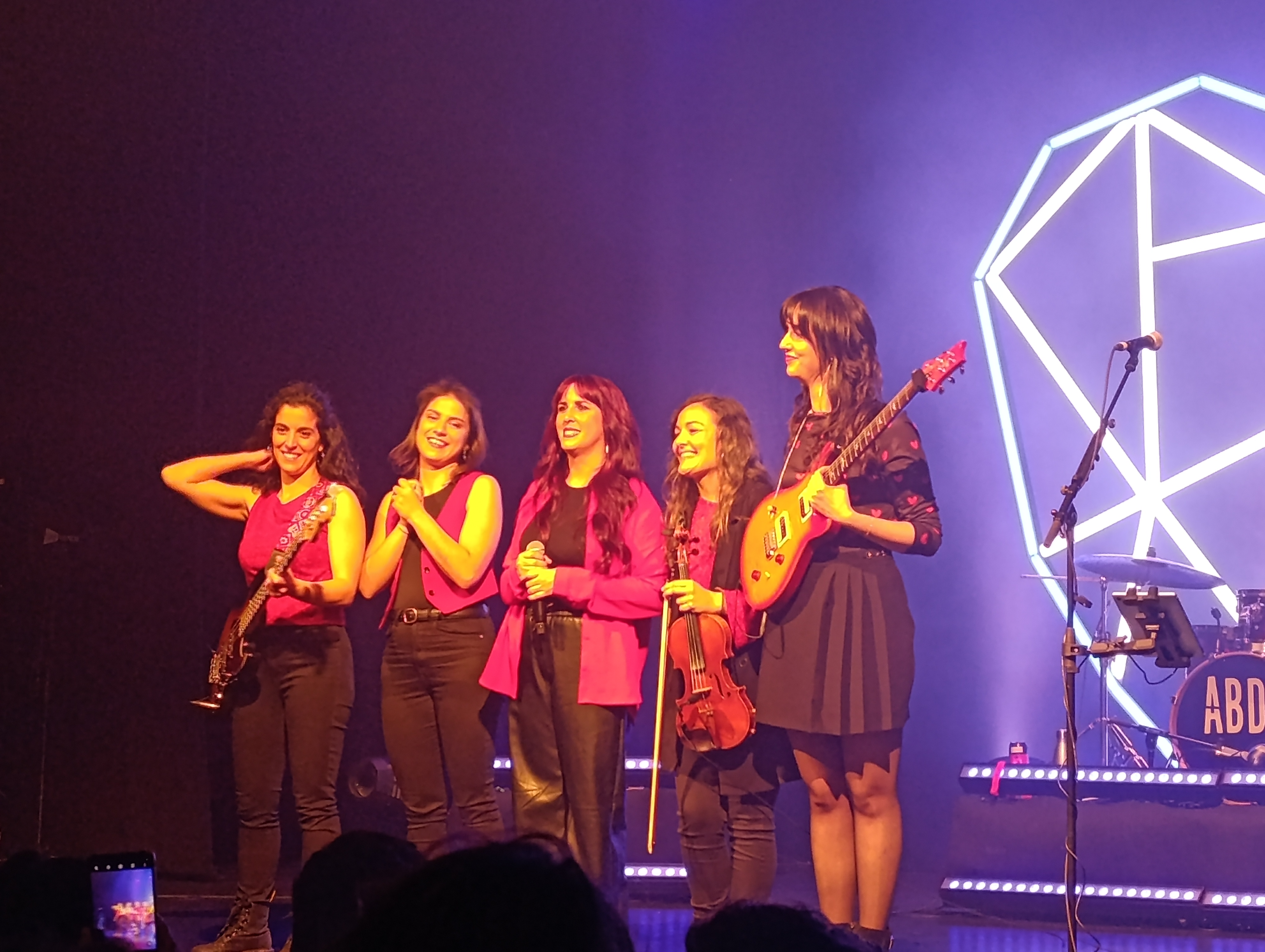
Teatro Jofre, Ferrol (A Coruña), 14-03-2025

A finales de diciembre de 2023 se despidieron temporalmente de los escenarios con un concierto fin de gira en Santiago de Compostela, donde contaron con la participación de Guadi Galego, Olaia Maneiro (Tanxugueiras), Mon y Ulla (Monoulious DOP), Nastasia Zürcher, María Soa, Fillas de Cassandra, Margarida Mariño e Gustavo Almeida.Estuvieron todo el año 2024 inmersas en el proceso creativo de su quinto disco, Lovismo, que presentaron en enero de 2025, que tiene como hilo conductor el amor en sus múltiples formas de expresión.

## Componentes
- Andrea Porto (guitarra y bajo)
- Estela Rodríguez (violín)
- Inés Mirás (guitarra y teclado). Hasta 2024.
- Marcela Porto (batería y percusiones)
- Xiana Lastra (voz)
- Iria de Cabo (guitarra)

## Discografía
- Bailando as rúas (2017)
- Fábrica de luz (2019)
- Hasme oír (2021) EP
- Xabón lagarta (2022)
- Lovismo (2025)[17]

## Premios y nominaciones
- Premios aRi[t]mar 2018. Ganadoras con la canción "Bailando as rúas".[9][18]
- Premios Opinión 2018 a la mejor canción por "Bailando as rúas". Finalistas.[19]
- V Premios Martín Códax de la Música 2018, en la modalidad "música de autor". Finalistas.[20]
- X Concurso Fran Pérez "Narf", de la Diputación de la Coruña 2018. Grupo finalista.[21][22]
- 2025ː Premio Alfredo Iglesias, que reconoce la labor cultural y el compromiso social.[23]